# The King of Fighters '95
The King of Fighters '95 är ett fighting från 1995, utvecklat av SNK till som arkadspel samt till hemkonsolen Neo-Geo. Spelet är det andra i serien The King of Fighters. Spelet blev också det första i serien att porteras till andra hemkonsoler än Neo Geos spelmaskiner. 2008 låg spelet även på samlingen The King of Fighters Collection: The Orochi Saga till Playstation 2, Playstation Portable och Wii.

## Handling
Spelet utspelar sig ett år efter föregångaren. Återigen bjuds kämpar från hela världen in till en lag-fightingturnering, och än en gång verkar det som om Rugal Bernstein ligger bakom allt.

### Fotnoter
1. ↑  ”The King of Fighters '95” (på engelska). Mobygames. 14 mars 1995. http://www.mobygames.com/game/king-of-fighters-95. Läst 20 maj 2015.